# Ahmed Hamiani (wali d'Alger)
Ahmed Hamiani est un moudjahid durant la Révolution Algérienne, puis 3e wali d'Alger après l'indépendance.

## Biographie
Abdelkader Barakrok, médecin et ancien secrétaire d'État à l'Algérie, prend comme chef de cabinet Ahmed Hamiani en 1957.
Fin décembre 1960, quand Charles de Gaulle tire les enseignements des manifestations d'Alger, Abdelkader Barakrok et son ancien chef de cabinet, Ahmed Hamiani, se rendent secrètement à Genève où ils ont des entretiens approfondis avec les officiers du Ministère de l'Armement et des Liaisons générales (MALG), Khaled Nacer-Khodja et Liamine Zéroual.

## Itinéraire
|     | Wilaya                                 | Début           | Fin             |
| 1er | Chef de cabinet de Abdelkader Barakrok | 1957            | 6 décembre 1962 |
| 2e  | Wali de la wilaya d'Alger              | 6 décembre 1962 | 8 août 1964     |